# Alexander Baumgarten
Pour les articles homonymes, voir Baumgarten.
Ne doit pas être confondu avec Alexander Gottlieb Baumgarten.
Dans le nom hongrois Baumgarten Sándor, le nom de famille précède le prénom, mais cet article utilise l’ordre habituel en français Sándor Baumgarten, où le prénom précède le nom.
Alexander Baumgarten (en hongrois : Baumgarten Sándor), né à Dunaföldvár (alors en Autriche-Hongrie) le 21 janvier 1864 et mort à Budapest le 31 mai 1928 , est un architecte hongrois.

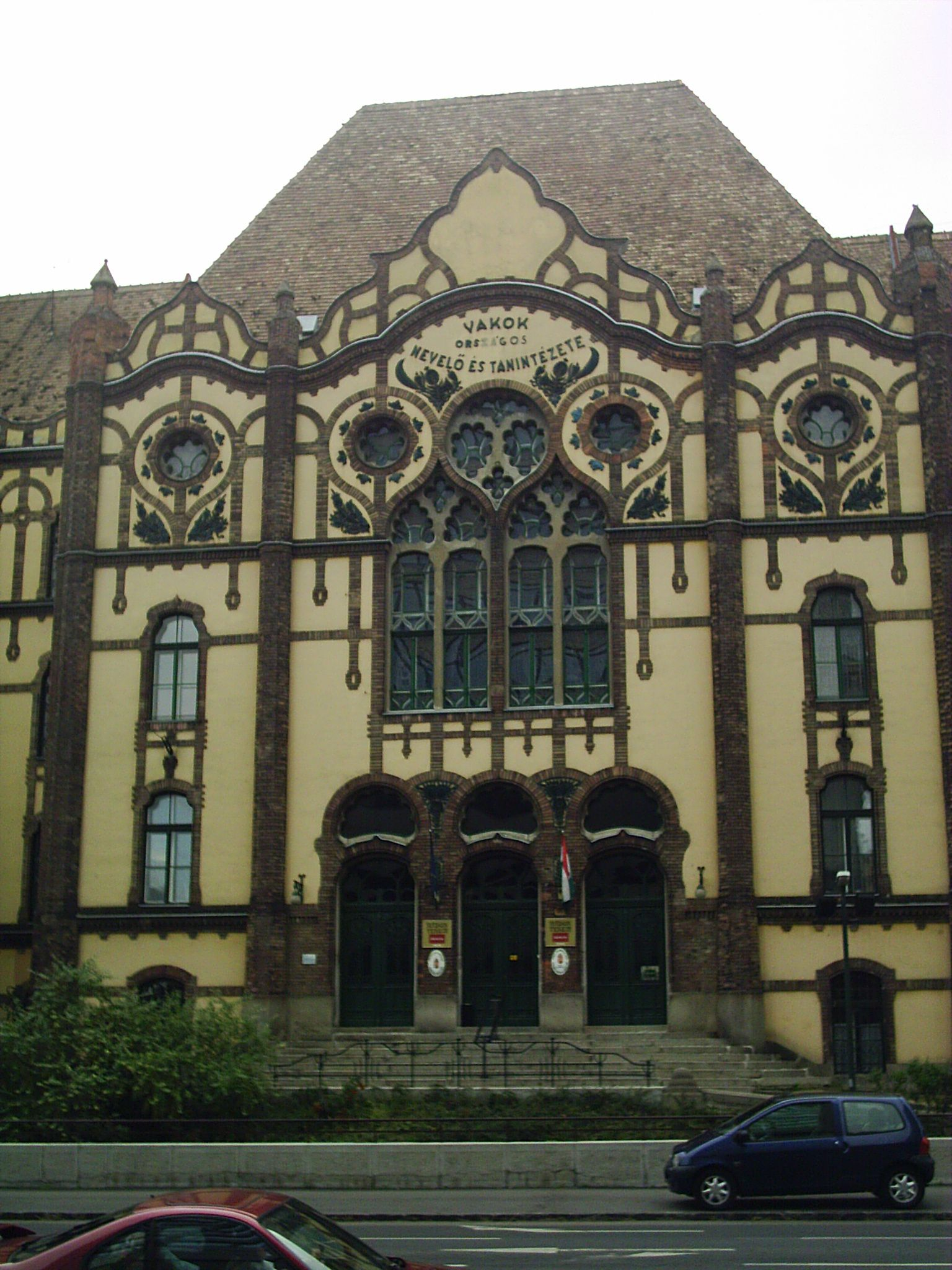
L'Institut national pour aveugles à Budapest

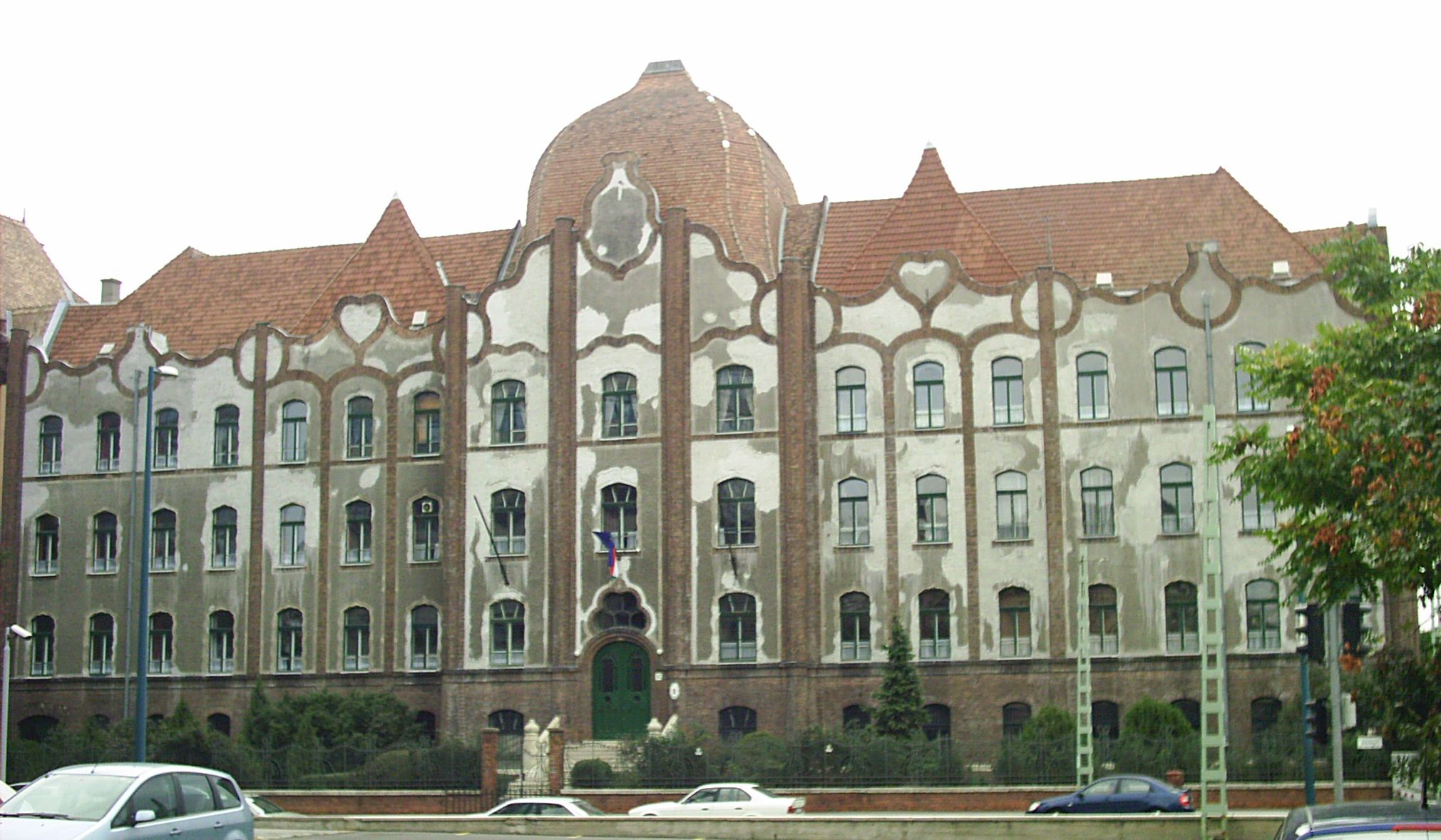
L'école pour jeunes filles Elizabeth, aujourd'hui le

## Biographie et œuvre
Alexander Baumgarten obtient son diplôme d'architecture en 1888 à l'Université technique de Budapest. Les six années suivantes, il travaille avec les architectes Imre Steindl et Alajos Hauszmann. Au début des années 1900, il devient chef du bureau d’architectes du Ministère de l’Éducation nationale hongrois et collaborateur de Zigmund Herczegh.
Outre la reconstruction du lycée de Košice en 1902, « le plus moderne du pays », ses œuvres les plus significatives sont le bâtiment central de l'université (de style baroque), à Levoča l'ancienne école professionnelle pour jeunes filles et l'Institut national pour aveugles (1901-1902) et le sanatorium de Niedermann. Avec Ödön Lechner, il conçoit les plans de la Caisse d'épargne de la poste de Budapest. Il a enfin réalisé quelque trois cents écoles, tant à Budapest que dans les villages avoisinants.
En Slovaquie, il a bâti le lycée principal de Rožňava (1904-1906) et l’ancien lycée de l’Église protestante à Kežmarok en 1906.
Alexandre Baumgarten épouse Leona Steiner le 19 juillet 1891.